# Shane Kimbrough
Robert Shane Kimbrough (Killeen (Texas), 4 juni 1967) is een voormalig Amerikaans militair en voormalig astronaut.

## Biografie
Kimbrough werd geboren op 4 juni 1967 in Killeen, Texas. Hij behaalde in 1989 een Bachelor of Science-titel aan de United States Military Academy, ook wel West Point genaamd. Kimbrough werd in mei 2004 geselecteerd als NASA-astronaut. Hij vervolledigde zijn training in 2006.

## Ervaring als astronaut

### Eerste ruimtevlucht

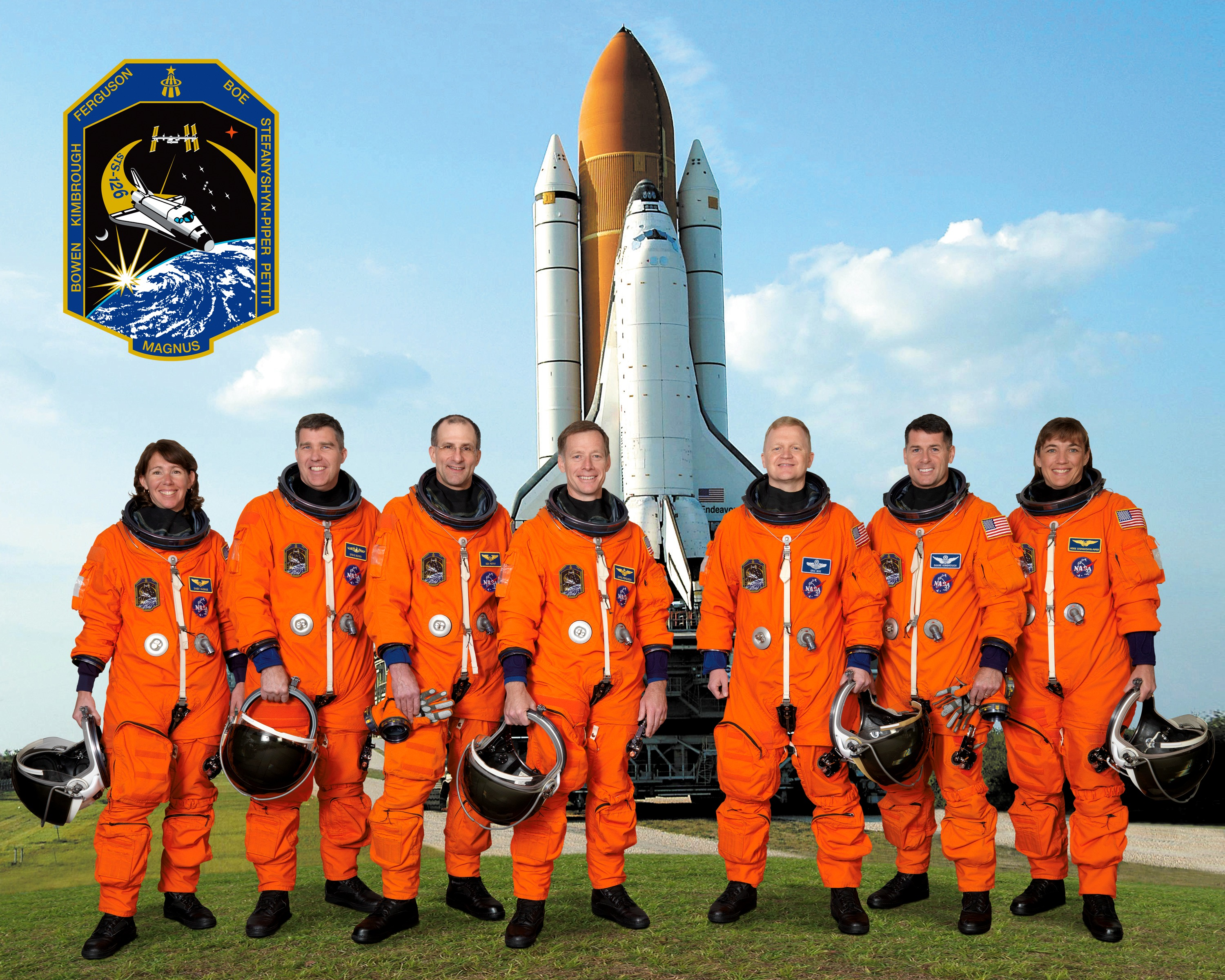
De bemanning van STS-126

In 2008 reisde Kimbrough een eerste keer naar het Internationaal Ruimtestation ISS, tijdens STS-126 aan boord van spacehshuttle Endeavour. Tijdens deze missie werd de MPLM Leonardo gelanceerd. Tijdens deze missie voerde Kimbrough twee ruimtewandelingen uit, samen goed voor 12 uur en 52 minuten aan ruimtewandelingen. Na een missie van bijna 16 dagen, landde Kimbrough terug op Aarde, op Edwards Air Force Base in Californië. Normaal landden NASA's ruimteveren op de Shuttle Landing Facility van het Kennedy Space Center in Florida, maar vanwege het slechte weer moest STS-126 uitwijken naar Edwards.

### Tweede ruimtevlucht

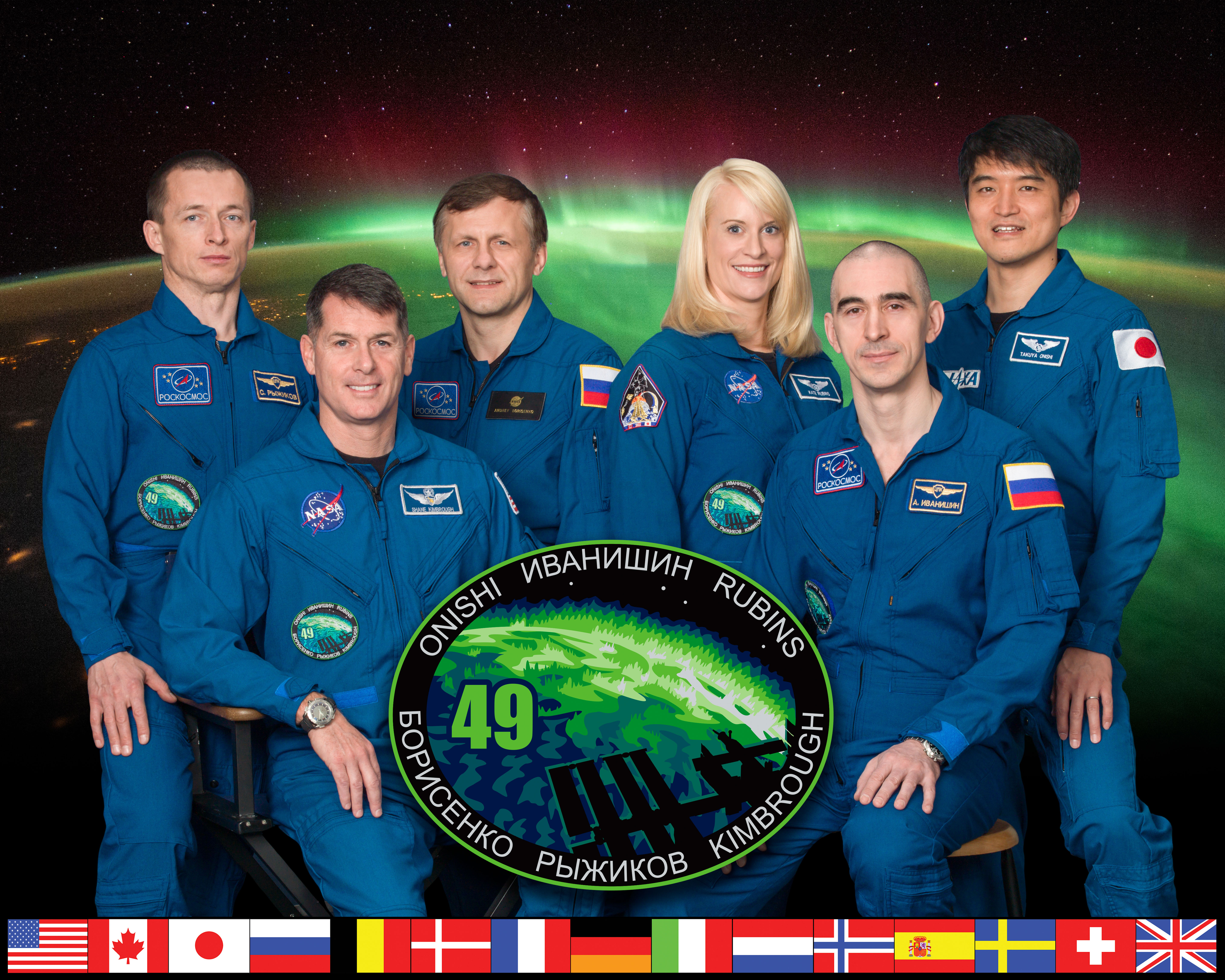
De bemanning van ISS-Expeditie 49

Robert Kimbrough is voor de tweede keer naar het Internationaal Ruimtestation ISS afgereisd aan boord van de Russische Sojoez MS-02. In het kader van deze missie is Kimbrough gedurende zes maanden aan boord van het Internationaal Ruimtestation ISS verbleven, als lid van expedities 49 en 50.

### Derde ruimtevlucht

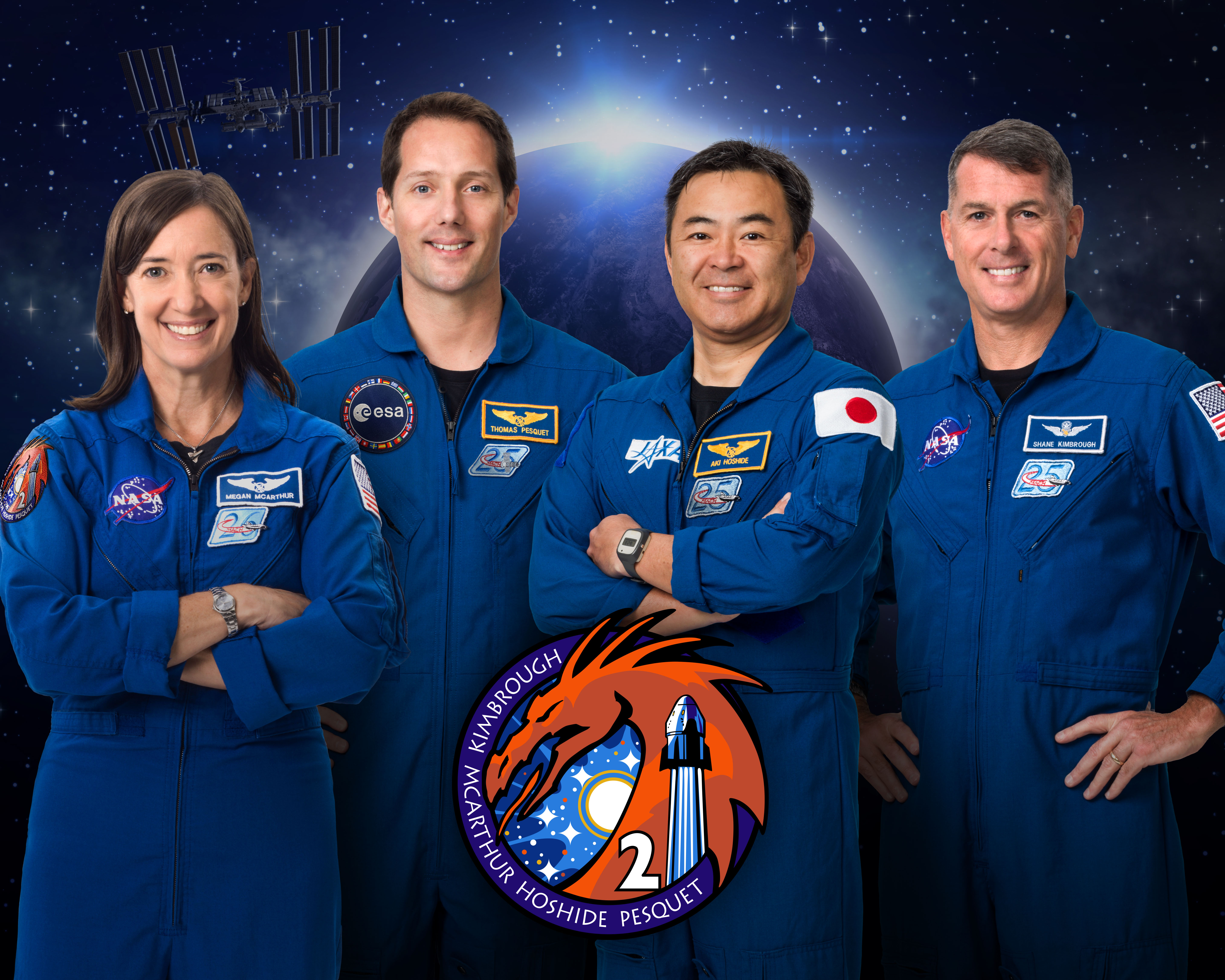
De bemanning van SpaceX Crew-2

Kimbrough was bemanningslid van SpaceX Crew-2 naar het ISS als onderdeel van ISS-Expeditie 65 en 66

### Pensionering
Na 22 jaar werkzaam te zijn geweest bij NASA, waarvan 18 jaar als astronaut, ging Shane Kimbrough met pensioen. De gepensioneerde kolonel van het Amerikaanse leger bracht 388 dagen in de ruimte door en was de vierde persoon die op drie verschillende ruimtevaartuigen vloog; de spaceshuttle, Sojoez en SpaceX Crew Dragon en voerde negen ruimtewandelingen uit tijdens zijn drie ruimtevluchten.